# Сореле (Фрозиноне)
Сореле је насеље у Италији у округу Фрозиноне, региону Лацио.
Према процени из 2011. у насељу је живело 118 становника. Насеље се налази на надморској висини од 376 м.